# Prepusa alata
Prepusa alata là một loài thực vật có hoa trong họ Long đởm. Loài này được Porto & Brade miêu tả khoa học đầu tiên năm 1935.